# 若林薰
若林薫（日语：／ Wakabayashi Kaoru，1938年8月19日—），日本篮球运动员。他曾代表日本参加1960年夏季奥运会和1964年夏季奥运会男子篮球比赛。他也参加了1958年亚洲运动会和1962年亚洲运动会，分别获得铜牌和银牌。